# Antonio María Martínez
Antonio María Martínez (* in Andújar, Provinz Jaén; † November 1823 in Mexiko-Stadt) war ein Oberst im Infanterieregiment der spanischen Provinz Zamora und der letzte Gouverneur von Texas als spanische Kolonie.

## Leben
Martínez trat am 7. Juli 1785 in den Militärdienst ein und machte dort eine glänzende Karriere. Er wurde für seine Verdienste auf den europäischen Schlachtfeldern mit dem Cross of Northern Europe und dem Cross of Germany ausgezeichnet. Am 27. März 1817 wurde er Gouverneur der damaligen spanischen Kolonie Texas.
Im Sommer 1821 wurde die Lage für das spanische Regime schwierig. Agustín de Iturbide herrschte in Mexiko und wurde 1822 dessen Kaiser. Martínez stimmte auf Verlangen des Baron de Bastrop Moses Austins Gesuch um eine Genehmigung zu, 300 Siedler nach Texas zu bringen. Am 18. Juli 1821 wurde Martínez gezwungen, den Befehl zu einem Treueeid gegenüber Iturbide zu geben. Nachdem er erfuhr, dass José Félix Trespalacios zu seinem Nachfolger ernannt wurde, trat er am 17. August 1822 zurück.
Martínez kehrte nach Mexiko-Stadt zurück und starb dort im November 1823.

## Bibliographie
- Vito Alessio Robles: Coahuila y Texas en la época colonial. Editorial Cultura, Mexiko-Stadt 1938; 2. Auflage, Editorial Porrúa, Mexiko-Stadt 1978
- Donald E. Chipman: Spanish Texas, 1519–1821. University of Texas Press, Austin 1992
- Mattie Austin Hatcher: Letters of Antonio Martínez, the Last Spanish Governor of Texas, 1817–1822. In: Southwestern Historical Quarterly. Band 39, July, October 1935, January, April 1936

| Personendaten    | Personendaten                   |
| ---------------- | ------------------------------- |
| NAME             | Martínez, Antonio María         |
| KURZBESCHREIBUNG | spanischer Gouverneur von Texas |
| GEBURTSDATUM     | 18. Jahrhundert                 |
| GEBURTSORT       | Andújar, Provinz Jaén           |
| STERBEDATUM      | November 1823                   |
| STERBEORT        | Mexiko-Stadt                    |